# Football League One 2008-2009
La Football League One 2008-2009, conosciuta anche con il nome di Coca-Cola League One per motivi di sponsorizzazione, è stato l'82º campionato inglese di calcio di terza divisione, nonché il 5º con la denominazione di League One.

## Squadre partecipanti
| Squadra                | Città               | Stadio                       | Stagione precedente                                   |
| ---------------------- | ------------------- | ---------------------------- | ----------------------------------------------------- |
| Brighton & Hove Albion | Brighton            | Withdean Stadium             | 7º posto in Football League One                       |
| Bristol Rovers         | Bristol             | Memorial Stadium             | 16º posto Football League One                         |
| Carlisle United        | Carlisle            | Brunton Park                 | 4º posto in Football League One                       |
| Cheltenham Town        | Cheltenham          | Whaddon Road                 | 19º posto in Football League One                      |
| Colchester United      | Colchester          | Colchester Community Stadium | 24º posto in Football League Championship, retrocesso |
| Crewe Alexandra        | Crewe               | Alexandra Stadium            | 20º posto in Football League One                      |
| Hartlepool United      | Hartlepool          | Victoria Park                | 15º posto in Football League One                      |
| Hereford United        | Hereford            | Edgar Street                 | 3º posto in Football League Two, promosso             |
| Huddersfield Town      | Huddersfield        | Galpharm Stadium             | 10º posto in Football League One                      |
| Leeds United           | Leeds               | Elland Road                  | 5º posto in Football League One                       |
| Leicester City         | Leicester           | Walkers Stadium              | 22º posto in Football League Championship, retrocesso |
| Leyton Orient          | Londra (Leyton)     | Brisbane Road                | 14º posto in Football League One                      |
| Millwall               | Londra (Bermondsey) | The New Den                  | 17º posto in Football League One                      |
| Milton Keynes Dons     | Milton Keynes       | Stadium:mk                   | 1º posto in Football League Two, promosso             |
| Northampton Town       | Northampton         | Sixfields Stadium            | 9º posto in Football League One                       |
| Oldham Athletic        | Oldham              | Boundary Park                | 8º posto in Football League One                       |
| Peterborough United    | Peterborough        | London Road                  | 2º posto in Football League Two, promosso             |
| Scunthorpe United      | Scunthorpe          | Glanford Park                | 23º posto in Football League Championship, retrocesso |
| Southend United        | Southend-on-Sea     | Roots Hall                   | 6º posto in Football League One                       |
| Stockport County       | Stockport           | Edgeley Park                 | 4 ºposto in Football League Two, promosso             |
| Swindon Town           | Swindon             | County Ground                | 13º posto in Football League One                      |
| Tranmere Rovers        | Birkenhead          | Prenton Park                 | 11º posto in Football League One                      |
| Walsall                | Walsall             | Bescot Stadium               | 12º posto in Football League One                      |
| Yeovil Town            | Yeovil              | Huish Park                   | 18º posto in Football League One                      |

## Allenatori e primatisti
| Squadra           | Manager                                                                 | Calciatore più presente (tra parentesi il numero delle presenze) | Cannoniere (tra parentesi il numero dei gol) |
| ----------------- | ----------------------------------------------------------------------- | ---------------------------------------------------------------- | -------------------------------------------- |
| Brighton          | Micky Adams (1ª-33ª) Dean White (34ª) Russell Slade (35ª-46ª)           | Dean Cox Andy Whing (40)                                         | Nicky Forster (12)                           |
| Bristol Rovers    | Paul Trollope                                                           | Steve Phillips (46)                                              | Rickie Lambert (29)                          |
| Carlisle Utd      | John Ward (1ª-15ª) Greg Abbott (16ª-46ª)                                | Danny Graham (43)                                                | Danny Graham (16)                            |
| Cheltenham Town   | Keith Downing (1ª-6ª) Martin Allen (7ª-46ª)                             | Andy Gallinagh (39)                                              | Llyod Owusu (7)                              |
| Colchester Utd    | Geraint Williams (1ª-8ª) Paul Lambert (9ª-46ª)                          | Clive Platt (43)                                                 | Mark Yeates (12)                             |
| Crewe Alexandra   | Steve Holland (1ª-16ª) Dario Gradi (17ª-21ª) Guðjón Þórðarson (22ª-46ª) | Billy Jones (38)                                                 | Tom Pope (10)                                |
| Hartlepool Utd    | Danny Wilson (1ª-20ª) Chris Turner (21ª-46ª)                            | Michael Nelson (46)                                              | Joel Porter (18)                             |
| Hereford Utd      | Graham Turner                                                           | Toumani Diagouraga (45)                                          | Steve Guinan (15)                            |
| Huddersfield Town | Stan Ternent (1ª-15ª) Lee Clark (16ª-46ª)                               | Gary Roberts (43)                                                | Michael Collins Gary Roberts (9)             |
| Leeds Utd         | Gary McAllister (1ª-21ª) Simon Grayson (22ª-46ª)                        | Luciano Becchio (46)                                             | Jermaine Beckford (26)                       |
| Leicester City    | Nigel Pearson                                                           | Matty Fryatt (46)                                                | Matty Fryatt (27)                            |
| Leyton Orient     | Martin Ling (1ª-26ª) Kevin Nugent (27ª-29ª) Geraint Williams (30ª-46ª)  | Jason Demetriou (43)                                             | Adam Boyd (9)                                |
| Millwall          | Kenny Jackett                                                           | David Forde (44)                                                 | Gary Alexander (11)                          |
| MK Dons           | Roberto Di Matteo                                                       | Willy Guéret (44)                                                | Aaron Wilbraham (16)                         |
| Northampton Town  | Stuart Gray                                                             | Jason Crowe Danny Jackman (43)                                   | Adebayo Akinfenwa (13)                       |
| Oldham Athletic   | John Sheridan (38ª-46ª) Joe Royle (39ª-46ª)                             | Mark Allot (45)                                                  | Lee Hughes (18)                              |
| Petersborough Utd | Darren Ferguson                                                         | George Boyd Joe Lewis Craig Mackail-Smith Russel Martin (46)     | Craig Mackail-Smith (24)                     |
| Scunthorpe Utd    | Nigel Adkins                                                            | Gary Hooper (45)                                                 | Gary Hooper (24)                             |
| Southend Utd      | Steve Tilson                                                            | Adam Barret Simon Francis (45)                                   | Lee Barnard (11)                             |
| Stockport County  | Jim Gannon                                                              | Tommy Rowe (44)                                                  | Tommy Rowe (7)                               |
| Swindon Town      | Maurice Malpas (1ª-15ª) David Byrne (16ª-21ª) Danny Wilson (22ª-46ª)    | Simon Cox (45)                                                   | Simon Cox (29)                               |
| Tranmere Rovers   | Ronnie Moore                                                            | Ben Chorley (45)                                                 | Ian Thomas-Moore (11)                        |
| Walsall           | Jimmy Mullen (1ª-25ª) Chris Hutchings (26ª-46ª)                         | Troy Deeney Alex Nicholls (45)                                   | Troy Deeney (12)                             |
| Yeovil Town       | Russell Slade (1ª-31ª) Terry Skiverton (32ª-46ª)                        | Paul Warne (44)                                                  | Gavin Tomlin (7)                             |

## Classifica finale
|  | Pos. | Squadra                | Pt | G  | V  | N  | P  | GF | GS | DR  |
|  | ---- | ---------------------- | -- | -- | -- | -- | -- | -- | -- | --- |
|  | 1.   | Leicester City         | 96 | 46 | 26 | 15 | 4  | 84 | 39 | +45 |
|  | 2.   | Peterborough Utd       | 89 | 46 | 26 | 11 | 9  | 78 | 54 | +24 |
|  | 3.   | MK Dons                | 87 | 46 | 26 | 9  | 11 | 83 | 47 | +36 |
|  | 4.   | Leeds Utd              | 84 | 46 | 26 | 6  | 14 | 77 | 49 | +28 |
|  | 5.   | Millwall               | 82 | 46 | 25 | 7  | 14 | 63 | 53 | +10 |
|  | 6.   | Scunthorpe Utd         | 74 | 46 | 21 | 11 | 14 | 62 | 49 | +13 |
|  | 7.   | Tranmere               | 73 | 46 | 23 | 14 | 9  | 85 | 47 | +38 |
|  | 8.   | Southend Utd           | 71 | 46 | 21 | 8  | 17 | 58 | 61 | -3  |
|  | 9.   | Huddersfield Town      | 68 | 46 | 18 | 14 | 14 | 62 | 65 | -3  |
|  | 10.  | Oldham Athletic        | 65 | 46 | 16 | 17 | 13 | 66 | 65 | +1  |
|  | 11.  | Bristol Rovers         | 63 | 46 | 17 | 12 | 17 | 79 | 61 | +18 |
|  | 12.  | Colchester Utd         | 63 | 46 | 18 | 9  | 19 | 58 | 58 | 0   |
|  | 13.  | Walsall                | 61 | 46 | 17 | 10 | 19 | 61 | 66 | -5  |
|  | 14.  | Leyton Orient          | 56 | 46 | 15 | 11 | 20 | 45 | 57 | -12 |
|  | 15.  | Swindon Town           | 53 | 46 | 12 | 17 | 17 | 68 | 71 | -3  |
|  | 16.  | Brighton               | 52 | 46 | 13 | 13 | 20 | 55 | 70 | -15 |
|  | 17.  | Yeovil Town            | 51 | 46 | 12 | 15 | 19 | 41 | 66 | -25 |
|  | 18.  | Stockport County (-10) | 50 | 46 | 16 | 12 | 18 | 59 | 57 | +2  |
|  | 19.  | Hartlepool Utd         | 50 | 46 | 13 | 11 | 22 | 66 | 79 | -13 |
|  | 20.  | Carlisle Utd           | 50 | 46 | 12 | 14 | 20 | 56 | 69 | -13 |
|  | 21.  | Northampton Town       | 49 | 46 | 12 | 13 | 21 | 61 | 65 | -4  |
|  | 22.  | Crewe Alexandra        | 46 | 46 | 12 | 10 | 24 | 59 | 82 | -23 |
|  | 23.  | Cheltenham Town        | 39 | 46 | 9  | 12 | 25 | 51 | 91 | -40 |
|  | 24.  | Hereford Utd           | 34 | 46 | 9  | 7  | 30 | 42 | 79 | -37 |

Legenda:
      Promosso in Football League Championship 2009-2010.
  Ammesso ai play-off.
      Retrocesso in Football League Two 2009-2010.
Regolamento:
Tre punti a vittoria, uno a pareggio, zero a sconfitta.
In caso di arrivo di due o più squadre a pari punti, la graduatoria verrà stilata secondo i seguenti criteri:
- differenza reti
- maggior numero di gol segnati

Note:

Lo Stockport County è stato sanzionato con 10 punti di penalizzazione per essere entrato sotto amministrazione finanziaria.

## Spareggi

### Play-off

#### Tabellone
|  | Semifinali | Semifinali              | Semifinali | Semifinali | Semifinali |  |  | Finale         | Finale         | Finale |  |
|  |            |                         |            |            |            |  |  |                |                |        |  |
|  | 6          | Scunthorpe U. (7-6 dcr) | 1          | 0          | 1          |  |  |                |                |        |  |
|  | 3          | MK Dons                 | 1          | 0          | 1          |  |  | Scunthorpe Utd | Scunthorpe Utd | 3      |  |
|  | 5          | Millwall                | 1          | 1          | 2          |  |  | Millwall       | Millwall       | 2      |  |
|  | 4          | Leeds Utd               | 0          | 1          | 1          |  |  |                |                |        |  |

#### Semifinali
|                    | Risultati     |                    | Luogo e data                  |
| ------------------ | ------------- | ------------------ | ----------------------------- |
| Scunthorpe United  | 1-1           | Milton Keynes Dons | Scunthorpe, 8 maggio 2009     |
| Milton Keynes Dons | 0-0 (6-7 dcr) | Scunthorpe United  | Milton Keynes, 15 maggio 2009 |
|                    |               |                    |                               |
| Millwall           | 1-0           | Leeds United       | Londra, 9 maggio 2009         |
| Leeds United       | 1-1           | Millwall           | Leeds, 14 maggio 2009         |
|                    |               |                    |                               |

#### Finale
|          | Risultato |                   | Luogo e data                     |
| -------- | --------- | ----------------- | -------------------------------- |
| Millwall | 2-3       | Scunthorpe United | Londra (Wembley), 24 maggio 2009 |
|          |           |                   |                                  |